# Бари, Александр Вениаминович
Алекса́ндр Вениами́нович Ба́ри (6 (18) мая 1847 — 6 (19) апреля 1913) — американский и российский инженер, предприниматель и общественный деятель, создатель одной из первых в России инжиниринговой компании.

## Биография
Родился 6 (18) мая 1847 года в Петербурге в крещённой еврейской семье. Был вторым сыном Вениамина Матвеевича Бари и Генриетты Сергеевны Кан. По семейному преданию, назван в честь немецкого учёного-энциклопедиста Александра Гумбольдта, который покровительствовал его отцу, хорошо образованному крещёному еврею непростой судьбы.
В 1862 году его отец, состоявший тогда в переписке с Карлом Марксом, был вынужден вместе с женой и детьми эмигрировать в Швейцарию (в Цюрих), а в 1865 — в США. Александр Бари остался в Швейцарии и в 1867 году окончил гимназию. В 1870 году получил диплом инженера-строителя, окончив Цюрихскую политехническую школу,  в которую поступил против воли отца. В годы учёбы он познакомился с проходившим там стажировку Ф. Е. Орловым, который охарактеризовал молодого Бари как лидера студенческого братства, познакомившего его с политехнической школой и с городом. В частности, он рассказывал, как они осматривали фабрику, с сыном владельца которой Бари завёл знакомство за день до того в кафе.
К тому времени семья Бари уже проживала в Америке. После завершения учёбы Александр решил переехать к ним. Не имея денег на дорогу, он устроился на пароход помощником механика.
Приехав в США, Бари принял американское гражданство и стал работать помощником инженера на мостостроительном и машиностроительном заводах в Детройте, а позже — инженером технической конторы в Филадельфии. Вскоре он выиграл конкурс на строительство павильонов Всемирной выставки 1876 года в Филадельфии, получив золотую медаль.
На выставку приехала и делегация из России.  Бари познакомился с группой преподавателей и специалистов Императорского Московского технического училища (ИМТУ), куда входили профессора Ф. Орлов, П. Панаев, А. Эшлиман, инженеры-механики В. Шухов, В. Малышев, Д. Советкин.  Бари оказывал русским инженерам разнообразную помощь при закупке лабораторного оборудования, станков и инструмента. В знак признания и «сообразуясь с готовностью господина Бари быть на будущее полезным техническому училищу», в 1877 году его избрали членом-корреспондентом педагогического совета ИМТУ.
В Филадельфии Бари познакомился с Эдой фон Грюнберг (Зинаида Яковлевна), будущей женой. Она родилась в немецкой семье, переселившейся в Россию ещё при Екатерине II. В Филадельфию приехала со своей старшей сестрой Верой, вышедшей замуж за старшего брата Александра Бари. Зинаида хотела вернуться домой в Россию, и летом 1877 года супруги Бари с дочерью Анной переехали в Петербург, сохранив при этом американское гражданство.
Вместе с младшим братом Вильямом, выпускником Санкт-Петербургского горного института, Александр создал небольшое предприятие по проектированию и производству электродвигателей, продукция которого оказалась в России невостребованной.
Дальнейшие шаги Бари на ниве предпринимательской деятельности определило его знакомство с Людвигом Нобелем, предпринимателем, инженером, членом Императорского Русского технического общества. Л. Нобель был поглощен в то время реализацией своего плана по развитию нефтяного бизнеса братьев Нобель в Баку. Л. Нобель поставил амбициозную цель полностью вытеснить американский керосин с российского рынка и начать продажи русского керосина и масел за рубежом. План предусматривал строительство нефтепроводов от месторождений до нефтеперегонного завода и пристаней, строительство нефтеналивного флота, железнодорожных цистерн, сети распределительных складов по всей России. Нобель остро нуждался квалифицированных техниках, так что знакомство с Бари состоялось весьма вовремя. По поручению Нобеля Бари отправляется в США, в Пенсильванию, с целью ознакомления с опытом американской добычи и транспортировки нефти для последующего его внедрения на месторождениях в Баку, и найма персонала.
Бари успешно выполняет поручение и руководит строительством первого российского  нефтепровода. Осенью 1878 года на Апшеронском полуострове был введён в эксплуатацию нефтепровод Балаханы — Чёрный город протяжённостью около 10 км с диаметром трубы 76 мм. Также, осенью 1878 года в Баку по приглашению Бари в качестве его помощника по инженерной части приезжает молодой инженер В.Г. Шухов, с чего начинается их многолетнее плодотворное сотрудничество. В 1879 году Бари выполняет подряд на постройку трубопровода для фирмы «Г. М. Лианозов и Ко» протяженностью около 14 км.

### Кусковский завод
13 сентября 1880 года в канцелярию московского генерал-губернатора было подано прошение американского гражданина А.В. Бари, отставного инженер-подполковника Н.А. Сытенко и титулярного советника Н. Рубинского: «О разрешении устройства и открытия нефтяного завода в Московском уезде». Документ был подписан 19 ноября, и вскоре для управления деятельностью завода было организовано Товарищество русско-американского нефтяного производства с основным капиталом 375 тыс. рублей, занимающееся переработкой бакинской нефти на принадлежащем ему нефтеперерабатывающем заводе в Кусково. Работами по строительству предприятия руководил В. Шухов. Завод  в Кусково состоял из восьми нефтеперегонных кубов, вырабатывавших керосин, астралин, смазочное масло и минеральный дёготь.
Завод вступил в строй 8 июня 1881 года. По словам очевидца, описавшего завод:
Он находится в Выхинской волости, в приходе Кусково, на собственной земле Товарищества, смежной с полотном Нижегородской железной дороги. Нефть доставляется по реке Волге из Баку в Нижний Новгород, а оттуда цистернами по железной дороге на Кусковскую платформу… Для хранения нефти на дворе завода есть несколько герметичных резервуаров, врытых в землю и вмещающих 5000 ведер нефти каждый. На заводе работает 15 человек.
Из-за несовершенства оборудования, перебоев с поставками нефти, дело у компаньонов пошло не очень успешно и вскоре товарищество оказалось на грани банкротства. Кусковский завод удалось продать предпринимателю Петру Губонину, который усовершенствовал технологический процесс. На Всероссийской художественно-промышленной выставке 1882 года продукция Кусковского завода получила бронзовую медаль «за нефтяные продукты весьма хорошего качества». С июня 1882 года консультантом завода по вопросам технического и химического производства стал Дмитрий Менделеев,  которому удалось внедрить на предприятии новый способ непрерывной перегонки нефти.

### Строительная контора инженера Бари
В том же 1880 году в Москве Бари основал фирму под названием «Техническая контора инженера А. В. Бари» (позже — «Строительная контора инженера А. В. Бари»), куда он пригласил на должность главного инженера и технического директора  В. Г. Шухова. Контора оказывала технические услуги (от составления проекта сооружения до его строительства) и вскоре стала известна в Российской империи и за рубежом.
В  первые годы основным направлением деятельности Конторы были изготовление и монтаж металлических нефтяных резервуаров и нефтяных станций. За 30 лет было установлено 3240 таких резервуаров.
Через несколько лет фирма изготовила первый образец нового парового котла конструкции инженера Владимира Шухова. Чтобы наладить серийное производство эффективных паровых установок, было принято решение о строительстве предприятия, получившего название «Котельный завод А. В. Бари». Завод был построен в феврале 1894 года  в Симоновой слободе, неподалёку от Тюфелевой рощи.
С 1885 по 1905 год фирма строила речные и рейдовые нефтеналивные металлические баржи на собственных верфях в Царицыне, а затем в Саратове. За этот период были спущены на воду 64 баржи для бассейнов Волги, Чёрного моря и Северной Двины.
Строились и другие объекты: нефтепроводы, зерновые элеваторы, железнодорожные мосты, гиперболоидные сетчатые башни (в том числе именно на котельном заводе Бари в 1895 г. по проекту и под руководством В. Г. Шухова была создана первая в мире гиперболоидная башня), металлические сетчатые перекрытия. С 1892 года контора А. В. Бари принимала активное участие в развитии сети российских железных дорог.
В 1896 году фирма участвовала в проведении Нижегородской Всероссийской промышленной и художественной выставки, где были представлены несколько её павильонов.
«Строительная контора инженера Бари» принимала участие в реконструкции Мытищинского водопровода и в строительстве Мытищинского вагоностроительного завода.
На своём предприятии  Бари ввёл «совершено новый строй рабочей жизни»: зарплата работников была в среднем на 10 % выше, чем на остальных фабриках, рабочий день был короче, а питание осуществлялось за счёт работодателя. Особенное внимание уделялось здоровью работников — заболевший в течение первой недели продолжал получать зарплату в полном размере, а в течение второй — половину.  Вышесказанное опирается на литературные источники. Согласно же "Правилам внутреннего распорядка на Котельном заводе инженера А.В. Бари в Москве" рабочий день начинался в 6 часов утра, заканчивался в 6 часов вечера, с двумя перерывами на завтрак и обед общей длительностью 1,5 часа. А пункт 3 Правил гласил: рабочие не получают от завода ни квартиры, ни харчей; никаких харчевых обязательств контора на себя не берет.

### Семья и личная жизнь
Частыми гостями семьи Александра Вениаминовича Бари были образованнейшие люди того времени: Д. И. Менделеев, Н. Е. Жуковский, С. А. Чаплыгин, Ф. О. Шехтель, И. И. Рерберг и другие. С 1884 года Бари жили в доме № 24 по Мясницкой улице, а позже  — в  доме № 22, по соседству.
В 1898 году Бари познакомился с Л. Н. Толстым. Вместе с дочерью Анной он навещал писателя в Хамовниках.
В России назревали непростые времена, и  Бари говорил жене: «Давай уедем, лучше быть кондуктором трамвая в Цюрихе, чем миллионером в России». В сентябре 1905 года он написал: «Невесело теперь в России, а надо сидеть и терпеть». После покушения в августе 1906 года на главу Совета министров П. А. Столыпина Бари пишет своим друзьям: «Мрак и ужас впереди, картина печальная».
Несмотря на все усилия, уберечь фирму от потрясений не удалось. Рабочие окрестных фабрик подбивали сотрудников конторы Бари на забастовки и участие в сходках революционеров. Дела шли не лучшим образом.  В 1909 году А. В. Бари по болезни отошёл от дел, и управляющим завода стал его сын Виктор Александрович. После смерти Александра Бари фирма перешла по наследству к Зинаиде Яковлевне, а руководил ею их сын Владимир Александрович.
Скончался А. В. Бари 6 (19) апреля 1913 года. Похоронен на Немецком кладбище (23 уч.).
На следующий день газета «Утро России» написала:
В Москве А. В. Бари устроил русско-американскую компанию керосинового завода, учредил московское нефтепромышленное о-во в Грозном, Мытищенский вагоностроительный завод и выстроил образцовый котельный завод близ Симонова монастыря. Организация „дела“ Бари была так обширна и интересна, что он одновременно мог строить: мосты в Оренбурге, стальные баржи на Дунае и паровозные мастерские в Вологде.
При иных условиях, в другой стране А. В. Бари стал бы Пирпонтом Морганом или стальным королём — Карнеджи, но он был русский по духу, любил свою родину и, ворочая десятками миллионов, львиную долю своих доходов отдавал своим сотрудникам, рабочим и так щедро помогал бедным, что его стипендиаты буквально насчитывались сотнями…
28 апреля 1918 года в газете «Известия» была напечатана статья о разоблачении контрреволюционного заговора во главе с Владимиром Бари. Под этим предлогом он был арестован. В тюрьме его допрашивал сам Ф. Дзержинский. Из тюрьмы Владимира как американского гражданина  вызволил консул США. После освобождения Бари уехал в Японию, затем в Сан-Франциско, а вскоре эмигрировал и Виктор Бари со своей семьёй.
Дочь Александра Вениаминовича Ольга Бари-Айзенман (1879—1954) была талантливой художницей и входила в группу «Мир искусства». Она прожила всю жизнь в СССР, но практически не выставлялась. Была замужем за присяжным поверенным Семёном Борисовичем Айзенманом; их сын — художник Алексей Айзенман. Другая дочь Анна Александровна Самойлова (1876—1948) была замужем за физиологом Александром Филипповичем Самойловым (Абрамом Фишелевичем Шмулем).
Двоюродный брат (со стороны матери) — доктор медицины Гуго Адольфович Левенталь (1858—?), был женат на сестре писательницы Рашели Хин Кларе, после смерти которой их дочь — искусствовед Алиса Гуговна Левенталь (1895—1951) — жила в семье Рашели Хин пока не вышла замуж за поэта Дмитрия Усова.